# 潯星艦
潯星艦原服役於財政部關稅總局，2000年移撥行政院海岸巡防署，執行各項海域執法任務。潯星艦於2005年底除役，船上的桅桿豎立在海巡署大門口作為精神標誌。該艦曾是海關最快巡緝艦。1991年，經國號原型機在大肚溪口南方失事，潯星艦即為首先抵達現場的船艦，並成功救起飛行員伍克振，因此獲國防部表揚。

## 艦上系統

### 動力系統
- 主機馬力：2,300PS x2
- 發電機功率：105KW x3
- 可變螺距螺槳兩只雙舵

### 武器裝備
- 艦艇配置：
  - T-75 20毫米機炮一門
  - 白朗寧M2重機槍2~4挺
  - T75班用機槍3挺
- 執勤人員配置：
  - 烏茲衝鋒槍5支
  - T65K2步槍5支
  - T75手槍10支
- 其他裝備：
  - 艦載小艇2艘

## 軼聞
1988年5月1日，該艦在高雄西方海域遭不明飛彈擊中右舷，後證實為中華民國海軍當時正在測試的雄風一型（一說為雄風二型）飛彈，而彈頭並未填裝實彈，而是以訓練彈頭裝備，因此僅造成船身損傷，船身右舷的工作艇被擊中後落海，無人傷亡。1991年，海軍因此命第四造船廠撥交一艘工作船作為賠償。